# کدپا

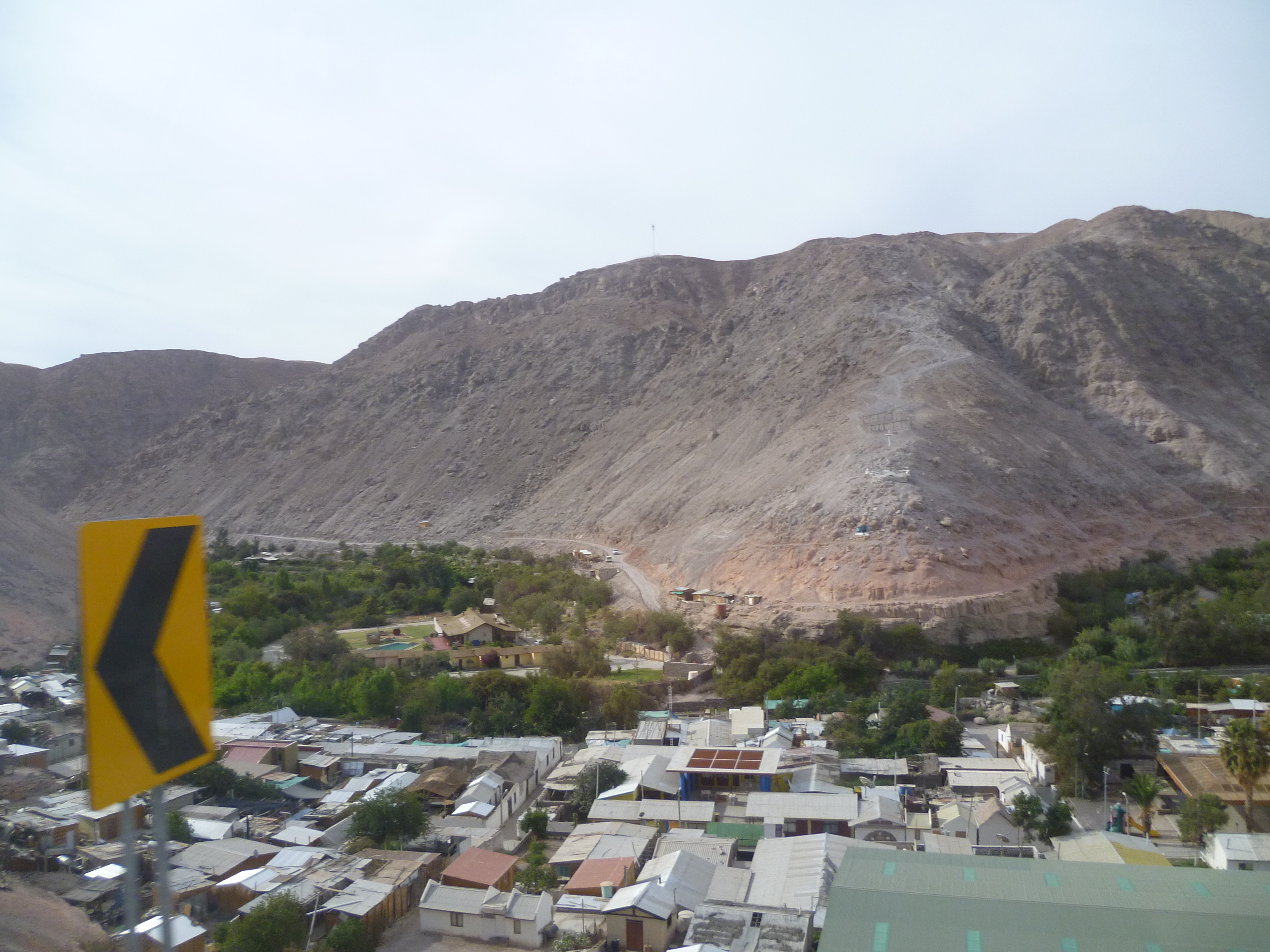
منطقه کدپا

کدپا (به اسپانیایی: Codpa) یک منطقهٔ مسکونی در شیلی است که در کامارونس واقع شده‌است. کدپا ۱٬۸۵۲ متر بالاتر از سطح دریا واقع شده‌است.